# Хоботковые собачки
Хоботковые собачки, или пёстроспинные прыгунчики, или красно-рыжие прыгунчики (лат. Rhynchocyon), — род млекопитающих из семейства прыгунчиковых (Macroscelididae), обитающих в Африке.
Хоботковые собачки являются эндемиками Африки, обитают в густых лесах. Кормятся в основном членистоногими (жуки, термиты и многоножки), используя свои хоботки, чтобы выкопать их из почвы и языки, чтобы слизать их. Как правило, они делают наземные «гнезда» из сухой лесной подстилки. Хоботковые собачки живут моногамными парами, защищая территории размером около одного гектара. Виды R. chrysopyguus, R. cirnei и R. petersi возникли в результате географической изоляции (аллопатрическое видообразование) от относительно недавно открытого вида R. udzungwensis и подвида R. cirnei reichardi, демонстрирующих парапатрическое видообразование. Некоторая гибридизация произошла между видами R. udzungwensis и R. cirnei, судя по их мтДНК.

## Виды
Американское общество маммологов (ASM Mammal Diversity Database) признаёт 5 видов хоботковых собачек
- Rhynchocyon chrysopygus Günther, 1881 — Золотистоспинная хоботковая собачка[2], или золотистая хоботковая собачка[4]
- Rhynchocyon cirnei Peters, 1847 — Пятнистая хоботковая собачка[2][4]
- Rhynchocyon petersi Bocage, 1880 — Хоботковая собачка Петерса, или рыжеплечая хоботковая собачка
- Rhynchocyon stuhlmanni Matschie, 1893
- Rhynchocyon udzungwensis Rovero & Rathbun, 2008